# First Ditch Effort
First Ditch Effort (dt. etwa erster verzweifelter Versuch) ist das 13. Studioalbum der amerikanischen Punkrockband NOFX. Es wurde am 7. Oktober 2016 über Fat Wreck Chords veröffentlicht.

## Hintergrund
Das Album wurde 2016 von Cameron Webb mit Fat Mike produziert. Six Years on Dope war der erste Song des Albums, der am 20. Juli 2016 auf der YouTube-Seite von Fat Wreck Chords veröffentlicht wurde. Oxy Moronic wurde am 14. September 2016 im Radio veröffentlicht. First Ditch Effort wurde am 7. Oktober 2016 veröffentlicht. Die Zeitspanne von vier Jahren zwischen Self Entitled (2012) und First Ditch Effort war bis zu diesem Zeitpunkt die längste Lücke zwischen zwei NOFX-Studioalben, und es war auch das erste Mal seit The War on Errorism (2003), dass die Band nicht mehr mit Bill Stevenson zusammenarbeitete. Das Lied I’m So Sorry, Tony ist eine Hommage an den verstorbenen No-Use-for-a-Name-Frontmann Tony Sly.
Am 28. Oktober 2016 wurde auch eine Commentary-Version des Albums mit Kommentaren von Fat Mike zum Album und zu den Songs des Albums veröffentlicht.

## Rezeption
Visions wertete mit 8 von 12 und schrieb: "Innovationspreise winken nicht, aber NOFX wissen auch nach 33 Jahren noch, wo sie nachjustieren müssen, um sich nicht zu wiederholen."

## Titelliste
| No.          | Titel                           | Länge |
| ------------ | ------------------------------- | ----- |
| 1.           | "Six Years on Dope"             | 1:32  |
| 2.           | "Happy Father's Day"            | 1:14  |
| 3.           | "Sid and Nancy"                 | 2:22  |
| 4.           | "California Drought"            | 3:14  |
| 5.           | "Oxy Moronic"                   | 3:56  |
| 6.           | "I Don't Like Me Anymore"       | 2:30  |
| 7.           | "I'm a Transvest-lite"          | 2:16  |
| 8.           | "Ditch Effort"                  | 1:47  |
| 9.           | "Dead Beat Mom"                 | 2:18  |
| 10.          | "Bye Bye Biopsy Girl"           | 2:00  |
| 11.          | "It Ain't Lonely at the Bottom" | 1:33  |
| 12.          | "I'm So Sorry Tony"             | 3:18  |
| 13.          | "Generation Z"                  | 5:07  |
| Gesamtlänge: |                                 |       |

## Mitwirkende
- Fat Mike – lead vocals, bass, keyboards, piano
- Eric Melvin – rhythm guitar, backing vocals, Lead vocals on "Six Years On Dope"
- El Hefe – lead guitar, vocals, trumpet
- Erik Sandin – drums, percussion

### Gastmusiker
- Johnny OMM (John E Carey) – Harmonies
- Karina Deniké – Backup Vocals on "Sid and Nancy" and "I'm So Sorry Tony"
- Joey Balls – Piano on "Sid and Nancy" and "I Don't Like Me Anymore"
- Matt Garney – Keyboards on "California Drought"
- Josh Freese – Additional drums on "California Drought"
- Fletcher Dragge – Backup vocals on "I'm a Transvest-Lite"
- Brian Baker – Lead Guitar on "Dead Beat Mom"
- Luis and Toku – Guitar and Sax on "Bye Bye Biopsy Girl"
- Joey Cape – Backup Vocals on "I'm So Sorry Tony"
- Chris Shiflett – Lead Guitar on "Generation Z"
- Darius Koski – Viola on "Generation Z"
- Chris Mathewson – Keyboards on "Generation Z"
- Darla Burkett – Backup Vocals on "Generation Z"
- Fiona Sly – Backup Vocals on "Generation Z"
- Sidra Hitching – Poet on "Generation Z"

Produktion
- Cameron Webb and Fat Mike – producers